# Marktstieg 20 (Mönchengladbach)

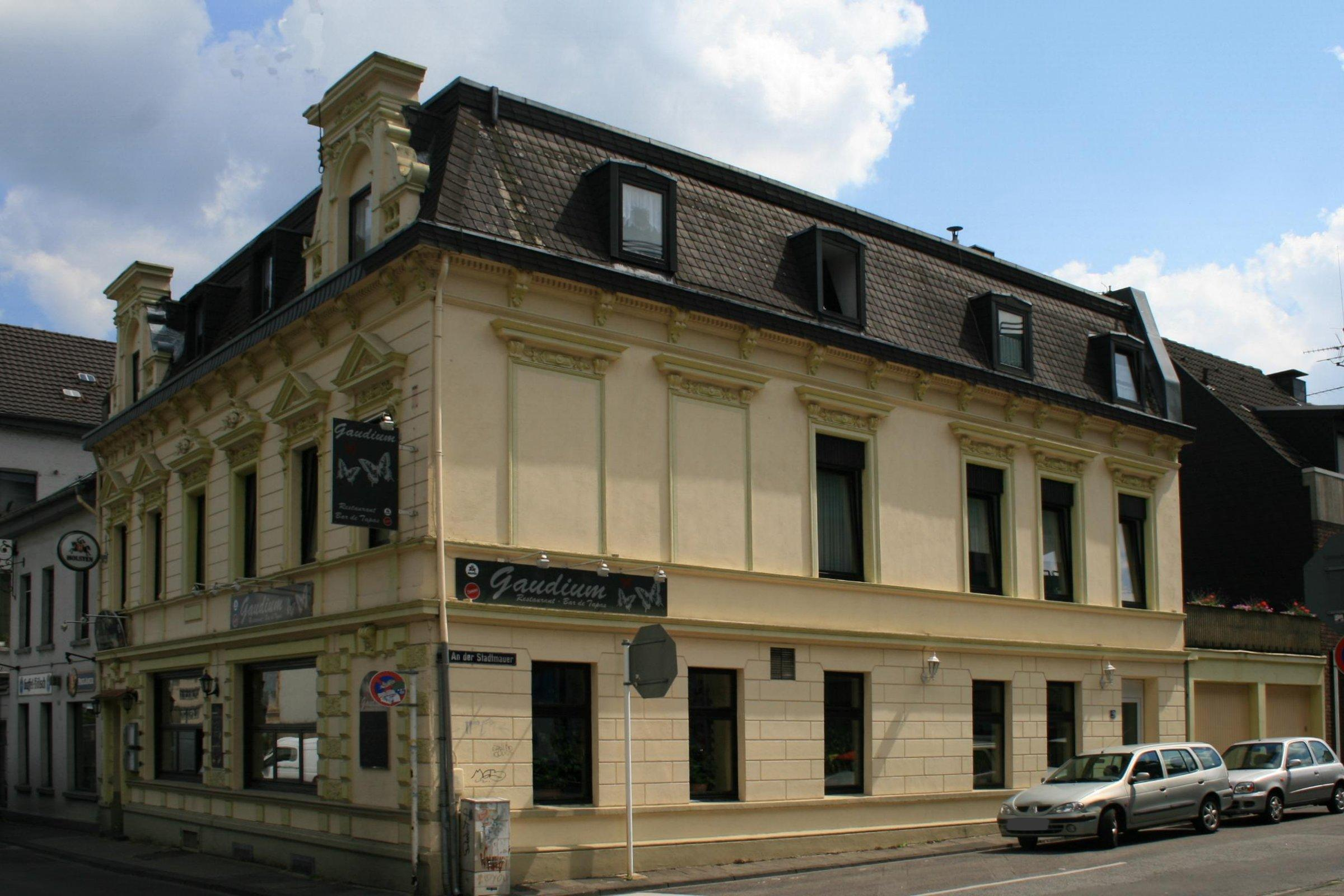
Wohngeschäftshaus (2010)

Das Wohngeschäftshaus Marktstieg 20 steht in Mönchengladbach (Nordrhein-Westfalen) im Stadtteil Gladbach.
Das Gebäude wurde Ende des 19. Jahrhunderts erbaut. Es wurde unter Nr. M 008 am 4. Dezember 1984 in die Denkmalliste der Stadt Mönchengladbach eingetragen.

## Lage
Das Objekt Marktstieg 20 liegt in der Nähe der Christuskirche und bildet im Quartier der Gebäude An der Stadtmauer, Marktstieg und Wallstraße einen geschlossenen Block.

## Architektur
Das zweigeschossige Wohngeschäftshaus mit Gaststättennutzung ist ein Eckgebäude mit ausgebautem Mansarddachgeschoss. Bauzeit ist Ende des 19. Jahrhunderts.